# Конституция Кирибати
Конституция Кирибати — высший нормативный правовой акт Кирибати, вступивший в действие в 1979 году, в который вносились поправки в 1995, 2016 и 2018 годах. В Конституции Кирибати закреплены Билль о правах, защита основных прав и свобод личности.

## История
В 1977 году Джон Хилари Смит , губернатор островов Гилберта, создал Конституционное собрание из 150 членов.
Независимость Кирибати от Великобритании была объявлена Указом о независимости Кирибати 1979 года. Республика Кирибати стала независимой конституционной республикой как суверенное и демократическое государство и 41-м членом Содружества Наций 12 июля 1979 года. Независимость страны привела к созданию Конституции Кирибати и нескольких других второстепенных законодательных документов в том же году.

## Содержание
Конституция разделена на 10 глав и 2 части.